# Kari Vilonen
Kari Kaleva Vilonen (1955) é um matemático finlandês, que trabalha com toria da representação geométrica.
Vilonen participou como estudante da Olimpíada Internacional de Matemática e recebeu em 1973/1974 a medalha de bronze. Obteve um doutorado em 1983 na Universidade Brown, orientado por Robert MacPherson, com a tese The Intersection Homology D-module on Hypersurfaces with Isolated Singularities. É professor da Universidade Northwestern.
Com Dennis Gaitsgory e Edward Frenkel provou a hipótese geométrica de Langlands para curvas sobre corpos finitos.
Em 1997 foi bolsista Guggenheim. Foi palestrante convidado do Congresso Internacional de Matemáticos em Berlim (1998: Topological methods in representation theory). Em 2004 foi eleito membro da Academia de Ciências da Finlândia.

## Obras
- com Dennis Gaitsgory, Edward Frenkel On the geometric Langlands conjecture, J. American Math. Soc., Volume 15, 2002, p. 367-417
- com Wilfried Schmid Hodge theory and the unitary representations of reductive Lie groups, Frontiers in Mathematical Sciences, International Press, 2011, 397-420
- Geometric methods in representation theory, in J. Adams, D. Vogan (Eds.) Representation theory of Lie groups, IAS/Park City Mathematics Series 8, American Mathematical Society, 2000, p. 241–290